# Hot to Go!
«Hot to Go!» — песня американской певицы Чаппелл Рон. Она была выпущена на лейблах Island Records и Amusement 11 августа 2023 года и вошла в её дебютный альбом The Rise and Fall of a Midwest Princess (2023) в качестве седьмого и последнего сингла альбома. Она написала трек в соавторстве с его продюсером Дэниелом Нигро. «Hot to Go!» — это синти-поп, электропоп, инди-поп, дэнс-поп и танцевальный трек с влиянием электроклэша и новой волны. Описанная как командный гимн, похожая на песню Village People «Y.M.C.A.», она была вдохновлена детской мечтой Рон стать чирлидером.
Песня получила признание после выхода в свет благодаря своей музыкальной композиции и сюжету, в котором рассказывается о женщине, желающей заняться любовью с другой женщиной. Сопровождающий её танец, состоящий из произнесения названия песни руками человека, стал вирусным в социальных сетях, а видеоролики с его исполнением появились в больших фестивальных толпах. Некоторые посчитали, что это не соответствует нормам мейнстримной музыкальной индустрии. Через несколько месяцев после выхода песня «Hot to Go!» добилась коммерческого успеха, попав в первую десятку чартов в Ирландии и Великобритании, а также в первую двадцатку в Австралии, Канаде, Новой Зеландии и США.
В Соединённых Штатах «Hot to Go!» стала одной из семи песен одновременно вошедших в чарт Billboard Hot 100 песен Рон, наряду с «Good Luck, Babe!», «Casual», «Red Wine Supernova», «Pink Pony Club», «Femininomenon» и «My Kink Is Karma».

## Предыстория
Чаппелл Рон написала песню за две недели до начала своего тура «Naked in North America Tour 2023». Она заявила, что песня должна быть «глупой», чтобы удовлетворить своего внутреннего ребёнка, и сказала Capital Buzz, что удовлетворение её внутреннего ребёнка включает «желание постоянно играть в переодевания, танцевать и быть несносным». В интервью Vanity Fair Рон заявила, что написала песню, чтобы исполнить свою детскую мечту стать чирлидером, взяв за основу песни песню американских школьных чирлидеров. Рон заявила, что в школьные годы она не подавала заявку на участие в группе поддержки, потому что «я всегда считала их такими крутыми и горячими… они были такими дерзкими в моей школе. У меня никогда не было уверенности в себе, чтобы попробовать… Я не принадлежала себе». Рон, которая называет себя «большой поклонницей участия аудитории», также была вдохновлена видеозаписью исполнения Queen песни «Radio Ga Ga» во время Live Aid на стадионе Уэмбли в Лондоне. Позже она описала эту песню как «похожую на „Y.M.C.A.“, но более грубую».

## Композиция
«Hot to Go!» — это синти-поп, электропоп, инди-поп, дэнс-поп и танцевальная музыка трек с влиянием электроклэша и новой волны. В анализе Сэма Францини из The Line of Best Fit песня «Hot to Go!» описывает историю Рон, «подающей себя на блюдечке, счастливой быть съеденной и даже наслаждающейся возможностью быть вожделенной… имитируя умопомрачительную одержимость, которой можно поддаться в присутствии горячего человека».

## Отзывы
Песня получила в основном положительные отклики. Стивен Доу из Billboard написал, что Чаппелл Рон «производит отличное впечатление капитана группы поддержки», и описал песню как «веселую», «кэмпевую» и «именно такую, которая заставит вас танцевать вместе с ней в мгновение ока». Каэлен Белл заявил, что при первом прослушивании песня «раздражает», но потом признал, что текст «настолько тупой, что гениальный… что не верится, что этого не было раньше, исполненный с красной самоотдачей автором песен с ясным пониманием того, что радость поп-музыки — в ее полнокровной капитуляции перед экстазом и избытком». В рецензии Dork говорилось, что песня представляет собой «умение Рон создавать увлекательный, вызывающий движение поп». Ханна Мирлеа из NME назвала припев песни «грубым» и провела сравнение с песней Оливии Родриго «Bad Idea Right?». Отис Робинсон из DIY написал, что песня смогла «влить в подростковую мелодраму эйфорию квиров, чтобы бросить конфетти в лицо гетеронормативности». Эм Вин из Autostraddle назвала песню «гимном квиров».
| Публикация   | Список                 | Ранг | Ссылка |
| ------------ | ---------------------- | ---- | ------ |
| Cosmopolitan | The Best Songs of 2024 | 1    | [ 21 ] |

## Награды и номинации
| Организация            | Год  | Категория           | Результат | Ссылка |
| ---------------------- | ---- | ------------------- | --------- | ------ |
| MTV Video Music Awards | 2024 | Best Trending Video | Номинация | [ 22 ] |

## Чарты
| Чарт (2024—2025)                       | Высшая позиция |
| -------------------------------------- | -------------- |
| Австралия (ARIA)                       | 19             |
| Канада (Billboard Canadian Hot 100)    | 19             |
| Канада (Billboard CHR/Top 40)          | 20             |
| Мир (Billboard Global 200)             | 17             |
| Ирландия (IRMA)                        | 5              |
| Новая Зеландия (Recorded Music NZ)     | 17             |
| Великобритания (OCC UK Singles)        | 4              |
| США (Billboard Hot 100)                | 15             |
| США (Billboard Adult Contemporary)     | 27             |
| США (Billboard Adult Pop Airplay)      | 11             |
| США (Billboard Dance/Mix Show Airplay) | 22             |
| США (Billboard Pop Airplay)            | 9              |

| Чарт (2024)               | Позиция |
| ------------------------- | ------- |
| Australia (ARIA)          | 99      |
| Canada (Canadian Hot 100) | 61      |
| Global 200 (Billboard)    | 161     |
| UK Singles (OCC)          | 33      |
| US Billboard Hot 100      | 53      |

## Сертификации
| Регион                                                                      | Сертификация  | Продажи   |
| --------------------------------------------------------------------------- | ------------- | --------- |
| Австралия (ARIA)                                                            | 2× Платиновый | 140 000   |
| Канада (Music Canada)                                                       | Платиновый    | 80 000    |
| Новая Зеландия (RMNZ)                                                       | Платиновый    | 30 000    |
| Великобритания (BPI)                                                        | Платиновый    | 600 000   |
| США (RIAA)                                                                  | 2× Платиновый | 2 000 000 |
| Данные о продажах + прослушиваниях приведены только на основе сертификации. |               |           |